# Élections générales espagnoles de 2023 à La Rioja
Les élections générales espagnoles de 2023 (en espagnol : Elecciones generales de España de 2023) se tiennent le dimanche 23 juillet 2023 afin d'élire les 350 députés et 208 des 266 sénateurs de la XVe législature des Cortes Generales. 4 députés sont élus à La Rioja.

## Résultats
| Parti                  | Parti                                                   | Voix    | %     | +/-   | Sièges | +/-           |  |
| ---------------------- | ------------------------------------------------------- | ------- | ----- | ----- | ------ | ------------- |  |
|                        | Parti populaire (PP)                                    | 79 715  | 45,64 | 11,41 | 2      | en stagnation |  |
|                        | Parti socialiste ouvrier espagnol (PSOE)                | 62 322  | 35,68 | 0,83  | 2      | en stagnation |  |
|                        | Vox                                                     | 17 056  | 9,77  | 1,69  | 0      | en stagnation |  |
|                        | Sumar                                                   | 11 470  | 6,57  | 3,30  | 0      | en stagnation |  |
|                        | Parti animaliste contre la maltraitance animale (PACMA) | 723     | 0,41  | 0,25  | 0      | en stagnation |  |
|                        | Sièges en blanc (EB)                                    | 608     | 0,35  | 0,09  | 0      | en stagnation |  |
|                        | Front ouvrier (FO)                                      | 295     | 0,17  | Nv.   | 0      | en stagnation |  |
|                        | Troisième âge en action (3E)                            | 286     | 0,16  | Nv.   | 0      | en stagnation |  |
|                        | Pour un monde + juste (PUM+J)                           | 232     | 0,13  | 0,05  | 0      | en stagnation |  |
|                        | Parti communiste des travailleurs espagnols (PCTE)      | 224     | 0,13  | 0,03  | 0      | en stagnation |  |
|                        | Recortes Cero                                           | 124     | 0,07  | 0,12  | 0      | en stagnation |  |
|                        | Vote blanc                                              | 1 608   | 0,92  | 0,15  |        |               |  |
|                        |                                                         |         |       |       |        |               |  |
| Suffrages exprimés     | Suffrages exprimés                                      | 174 663 | 98,71 |       |        |               |  |
| Votes nuls             | Votes nuls                                              | 2 282   | 1,29  |       |        |               |  |
| Total                  | Total                                                   | 176 945 | 100   | -     | 4      | en stagnation |  |
| Abstention             | Abstention                                              | 75 146  | 29,81 |       |        |               |  |
| Inscrits/Participation | Inscrits/Participation                                  | 252 091 | 70,19 |       |        |               |  |